# Sommerschafweide im Buch (Hengen)
Die Sommerschafweide im Buch ist ein vom Landratsamt Münsingen am 31. Mai 1955 durch Verordnung ausgewiesenes Landschaftsschutzgebiet auf dem Gebiet der Stadt Bad Urach.

## Lage
Das nur 3,5 Hektar große Landschaftsschutzgebiet liegt etwa 800 m südöstlich des Uracher Stadtteils Hengen im Gewann Buch. Es gehört zum Naturraum Mittlere Kuppenalb.

## Landschaftscharakter
Das Landschaftsschutzgebiet ist heute weitgehend durch Sportanlagen (Fußballplatz, Tennisplatz) überformt. nördlich des Sportplatzes befindet sich eine als Biotop geschützte Waldinsel, in der noch einige alte Weidbuchen zu finden sind, die von der früheren Nutzung als Schafweide zeugen.

## Zusammenhängende Schutzgebiete
Im Südosten grenzen das FFH-Gebiet Uracher Talspinne und das Vogelschutzgebiet Mittlere Schwäbische Alb an. Das Gebiet liegt in der Pflegezone des Biosphärengebiets Schwäbische Alb.